# Brunpannad skräddarfågel
Brunpannad skräddarfågel (Orthotomus frontalis) är en fågel i familjen cistikolor inom ordningen tättingar.

## Utseende och läte
Brunpannad skräddarfågel är en liten tätting med lång näbb och lång stjärt som ofta hålls rest. Den är olivgrön ovan, ljus på buken och grå på huvud och bröst med rostfärgad panna och ögonmask. Benen är orangefärgade. Den liknar vitbrynad skräddarfågel, men saknar det svarta på huvudet och det vita ögonbrynsstrecket. Sången består av en accelererande serie som avslutas i en stammande drill.

## Utbredning och systematik
Brunpannad skräddarfågel förekommer i södra Filippinerna och delas in i två underarter med följande utbredning:
- Orthotomus frontalis frontalis – öarna Samar, Leyte, Dinagat, Bohol och Mindanao
- Orthotomus frontalis mearnsi – Basilan

### Familjetillhörighet
Cistikolorna behandlades tidigare som en del av den stora familjen sångare (Sylviidae). Genetiska studier har dock visat att sångarna inte är varandras närmaste släktingar. Istället är de en del av en klad som även omfattar timalior, lärkor, bulbyler, stjärtmesar och svalor. Idag delas därför Sylviidae upp i ett antal familjer, däribland Cisticolidae.

## Status och hot
Arten har ett stort utbredningsområde, men tros minska i antal, dock inte tillräckligt kraftigt för att den ska betraktas som hotad. Internationella naturvårdsunionen IUCN listar arten som livskraftig (LC).